# Gustav Burchard
Gustav Burchard (* 13. Dezember 1859 in Neubukow; † 15. Dezember 1937 in Berlin-Friedenau; vollständiger Name: Gerson Gustav Burchard) war ein deutscher Schauspieler, Schriftsteller und Regisseur sowie Pächter und Intendant des Stadttheaters Bremerhaven.

## Biografie
Gustav Burchard war der Sohn eines jüdischen Kaufmannes. Er wurde entsprechend seinen Neigungen Schauspieler und spielte an verschiedenen Bühnen. Ab 1898 war er als Schauspieler in Bremen tätig. 1903 übernahm er die Oberregie der Oper in Bremen. Von 1907 bis 1919 war er stellvertretender Leiter des Stadttheaters Bremen. Von 1911 bis 1919 war er Pächter und Intendant des neuen Stadttheaters Bremerhaven. 1919 wurde das Theater von Bremerhaven in städtischer Regie übernommen. Burchard war von 1919 bis 1931 Intendant des Theaters. Er schrieb auch Dramen, Theaterkritiken, Novellen und Feuilletons.